# Otto Schmöle
Otto Siegfried Schmöle (né le 23 février 1890 à Francfort-sur-le-Main, mort le 12 avril 1968 à Mondsee) est un acteur allemand.

## Biographie
Schmöle fait ses débuts en 1910 au théâtre municipal de Coblence et joue de 1911 à 1915 au théâtre national de Mannheim. Il fait la Première Guerre mondiale de 1915 à 1918.
Il reprend la comédie en 1919 au Neues Theater de Francfort-sur-le-Main. En 1920, il s'engage au Burgtheater à Vienne. De 1925 à 1938, il fait partie de l'ensemble du Volkstheater de Vienne puis revient au Burgtheather où il reste jusqu'à sa mort.
Au cinéma, Otto Schmöle joue des rôles secondaires, principalement des policiers, des directeurs et autres notables. Dans La Fin d'Hitler, il incarne Alfred Jodl.

## Filmographie

### Cinéma
- 1922 : Der Marquis von Bolibar : Salignac
- 1922 : Die Tochter des Brigadiers
- 1922 : Homo sum
- 1924 : Jedermanns Frau : Philipp Thun
- 1924 : Vier Nächte einer schönen Frau
- 1925 : Der Fluch : Torwächter
- 1925 : Ein Walzer von Strauß : Mann im Frack
- 1926 : Franz Schuberts letzte Liebe : Paganini
- 1927 : Die Familie ohne Moral : Josef Meisl
- 1927 : Seine Hoheit, der Eintänzer : Polizeikommissar
- 1928 : Der Geliebte seiner Frau : Taschendieb Stieglitz
- 1929 : Der Mitternachtswalzer
- 1929 : Die kleine Veronika
- 1931 : Purpur und Waschblau : Der Polizeipräfekt
- 1932 : Lumpenkavaliere : Generaldirektor
- 1933 : Unsichtbare Gegner
- 1934 : Frasquita
- 1934 : Parade de printemps : Der Adjutant
- 1935 : A Devil of a Fellow
- 1935 : Buchhalter Schnabel : Der Syndikus
- 1939 : Les Rapaces : Nagel
- 1940 : Das jüngste Gericht
- 1941 : Oh, diese Männer : Polizeikommissar
- 1942 : Aimé des dieux (Wen die Götter lieben) de Karl Hartl
- 1948 : Der Herr Kanzleirat
- 1948 : Gottes Engel sind überall : Hugo
- 1948 : Le Procès : Prussian, Gast im Hause Solymosi
- 1949 : Duell mit dem Tod : Präsident des deutschen Feldkriegsgerichts
- 1949 : Profondeurs mystérieuses : Präsident Ries
- 1952 : Ich hab' mich so an Dich gewöhnt : Herr von Prittwitz, Hotelgast
- 1955 : La Fin d'Hitler : Generaloberst Alfred Jodl
- 1955 : Sonnenschein und Wolkenbruch
- 1956 : Gasparone : Cavalaliero
- 1956 : Wilhelm Tell : Walter Fürst
- 1957 : L'Aubergiste des bords du Danube (Die Lindenwirtin vom Donaustran) : Dicker Herr
- 1958 : Die Landärztin vom Tegernsee
- 1959 : Maria Stuart
- 1960 : Herr Puntila und sein Knecht Matti : Richter
- 1960 : Le Brave Soldat Chvéïk : Generalmajor von Schwarzenberg (non crédité)
- 1962 : Adorable Julia : Albert, Chauffeur bei Gosselyns
- 1962 : Er kanns nicht lassen : Lord Bannister
- 1963 : Mit besten Empfehlungen : Fohnsheim, le président de la banque

### Télévision

#### Séries télévisées
- 1964 : Oberinspektor Marek : Herr Pschekal

#### Téléfilms
- 1957 : Maria Stuart : Paulet Ritter, Hüter der Maria
- 1960 : Das weite Land : Erster Tourist
- 1962 : Der kleine Lord
- 1963 : Der Bockerer : Vierter Berliner Parteigenosse (en tant que Otto Schmöhle)
- 1963 : Liliom
- 1964 : Ein Volksfeind : Morten Kiil
- 1965 : Der eingebildete Kranke : Monsieur Diafoirus
- 1967 : Der rasende Reporter - Egon Erwin Kisch : Vejvara